# 520 Park Avenue
520 Park Avenue es un rascacielos situado en Manhattan, Nueva York (Estados Unidos). Diseñado por Robert A. M. Stern, tuvo un coste total de 450 millones de dólares. Fue finalizado en 2018 por el promotor inmobiliario Zeckendorf.

## Diseño
Como otras obras de Stern, el edificio es de estilo neoclásico. El exterior del edificio está recubierto de piedra caliza, como el 15 Central Park West. 520 Park es el rascacielos de menor altura de los tres que Stern ha diseñado en Manhattan, junto con 30 Park Place y 220 Central Park South.

## Instalaciones
El edificio cuenta con jardín, sala de juegos para niños, piscina y gimnasio. Hay disponibles también habitaciones para invitados y bodegas privadas.